# Bataille de Monocacy Junction
Guerre de Sécession
Batailles
- Monocacy
- Fort Stevens
- Heaton's Crossroads
- Cool Spring
- Rutherford's Farm
- 2e Kernstown
- Folck's Mill
- Moorefield

La bataille de Monocacy (aussi connue comme Monocacy Junction) s'est déroulée le 9 juillet 1864, à environ 9,7 kilomètres (6 miles) de Frederick, dans le Maryland, dans le cadre des campagnes de la vallée de 1864, pendant la guerre de Sécession. Les forces confédérées sous les ordres du lieutenant général Jubal A. Early défont les forces de l'Union sous les ordres du major général Lew Wallace. La bataille fait partie du raid d'Early dans la vallée de la Shenandoah et dans le Maryland, dans une tentative de détourner les forces de l'Union loin de l'armée du général Robert E. Lee assiégée de Petersburg, Virginie. La bataille est la victoire confédérée la plus septentrionale de la guerre. Alors que les troupes de l'Union reculent vers Baltimore, dans le Maryland, les confédérés continuent vers Washington, D. C., mais la bataille de Monocacy retarde la marche d'Early pendant une journée, ce qui donne le temps aux renforts de l'Union d'arriver dans la capitale de l'Union. Les confédérés lancent une attaque sur Washington le 12 juillet à la bataille de Fort Stevens, mais échouent et se retirent en Virginie.

## Contexte
En mai et juin, dans le cadre des campagnes de la vallée de 1864, le général en chef de l'Union, le  lieutenant général Ulysses S. Grant, prévoit un mouvement coordonné des troupes contre les confédérés en Virginie. C'est au cours de cette campagne que les confédérés du lieutenant général. Jubal Early défont les forces de l'Union pour ouvrir une voie vers Washington, DC,. Après une escarmouche avec les hommes du major général David Hunter hors de Lynchburg, en Virginie, les 17 et 18 juin, Early augmente ses forces jusqu'à environ 16 000 hommes et continue vers Martinsburg, en Virginie-Occidentale, où les troupes de l'Union en infériorité numérique évacuent la ville. Le 19 juin, une petite force de l'Union à Harpers Ferry, en Virginie-Occidentale, brûle le pont à travers le fleuve Potomac.
Grant réagit aux raids d'Early à Martinsburg et à Harpers Ferry en envoyant deux brigades, environ 5 000 hommes, de la troisième division du VI Corps, sous les ordres du brigadier général James B. Ricketts, de City Point, en Virginie, à Harpers Ferry, le 5 juillet 1864. Jusqu'à ce que les troupes de l'Union arrivent pour défendre Washington, la seule force fédérale entre Early et la capitale de l'Union est se monte à 2 300 hommes (surtout des hommes enrôlés pour cent jours) sous le commandement du major général Lew Wallace. À l'époque, Wallace, qui va devenir plus célèbre comme l'auteur de Ben-Hur, a le commandement du département du Milieu de l'Union et du VIII corps, basés à Baltimore. Quelques-uns des hommes de Wallace n'ont jamais participé à une bataille, et bien que Wallace a de l'expérience en tant que commandant sur un champ de bataille, ayant été le plus jeune major général de l'armée de l'Union, au moment de sa promotion, sa carrière militaire s'est flétrie après avoir été blâmé pour le haut nombre de victimes subies le premier jour de la bataille de Shiloh.
Dans l'intervalle, les agents du chemin de fer de Baltimore et de l'Ohio à Cumberland, Maryland et Harpers Ferry rapportent des signes de l'avance d'Early, le 29 juin. John W. Garrett, le président du chemin de fer et un partisan de l'Union, transmet ces renseignement, et les rapports suivants sont transmis à Wallace le 3 juillet. Garrett est préoccupé par la protection d'un pont de chemin de fer à Monocacy Junction, Maryland, où il franchit la rivière Monocacy. Le pont est important pour les liaisons ferroviaires à Harpers Ferry et d'autres points plus à l'ouest, de sorte que Wallace accepte d'acheminer une force à la Monocacy pour le protéger.

## Préparation pour la bataille
Le 3 juillet, agissant de son propre chef, sans ordres de ses supérieurs ou les informant de ses intentions, Wallace envoie le brigadier général Erastus B. Tyler et les hommes du 1st Maryland Infantry et du 3rd Maryland Infantry, de la Potomac Home Brigade, à Monocacy Junction pour établir des positions défensives. Après que les hommes de Garret rapportent l'attaque des confédérés à Harpers Ferry, Wallace transmet l'information au général Henry Halleck, puis ordonne à ses brigades à Baltimore d'être prêtes à partir. Wallace part pour Monocacy Junction le 4 juillet pour évaluer ses défenses.
Ne sachant pas si Baltimore ou Washington est l'objectif confédéré, Wallace sait qu'il doit retarder leur approche jusqu'à ce que des renforts puissent atteindre chacune des villes. Wallace voir Monocacy Junction, également appelé Frederick Junction, à 5 kilomètres (3 miles) au sud-est de Frederick, comme le point le plus logique pour défendre Baltimore et Washington. Une plaine s'étend au nord et à l'ouest de la rivière, à Monocacy Junction jusqu'aux montagnes Catoctin, à 10 kilomètres (6 miles). De Monocacy Junction, le pont du chemin de fer de B&O traverse la rivière, au pied d'une falaise. Un pont de bois permet l'accès à Washington via le Georgetown Pike au-dessus de la rivière Monocacy, à une courte distance en aval, tandis qu'un pont de pierre amène le Baltimore Pike au-dessus de la Monocacy à 3 kilomètres (2 miles) en amont de la rivière. Deux fortins, l'un près de la jonction et un autre sur la falaise, au-dessus du pont de chemin de fer, fournissent une protection supplémentaire. Un obusier de 24 livres est installé dans le fortin sur la falaise. Si Wallace peut étirer sa force sur 10 kilomètres (6 miles) du ruisseau pour protéger à la fois les ponts des routes à péage, le pont de chemin de fer, et plusieurs gués de la rivière, il pourrait forcer Early à dévoiler la force et l'objectif des confédérés et le retarder aussi longtemps que possible,.
D'abord, les forces de Wallace le long de la rivière, à Monocacy Junction se composent des brigades de Tyler et une force de cavalerie de 230 soldats du 8th Illinois Cavalry Regiment, commandé par le lieutenant colonel David R. Clendenin. Wallace ajoute des troupes supplémentaires pour les aider, y compris le 11th Maryland, une unité d'artillerie de campagne, et des unités de l'Ohio d'Annapolis et de Baltimore. Les hommes de Wallace ont une escarmouche avec la cavalerie d'Early à l'ouest de Frederick, le 7 juillet, mais plus tard reculent vers Monocacy Junction pour éviter d'être encerclés. À la suite de l'escarmouche des 7 et 8 juillet, lorsque la cavalerie confédérée chasse les unités de l'Union de Frederick, Early demande et reçoit une rançon de 200 000 $ pour éviter la destruction.
Les perspectives de Wallace s'améliorent avec les nouvelles de l'arrivée du premier contingent de troupes du VI corps, commandé par Ricketts à Baltimore. Bien qu'ils ont reçu l'ordre à l'origine de voyager par le chemin de fer vers Harpers Ferry, Ricketts et environ 3 300 de ses hommes arrivent à Monocacy Junction, où Wallace les arrête dans la soirée du 8 juillet. Ricketts accepte de rester à Monocacy pour aider Wallace,. Lorsque Wallace informe Halleck que les confédérés menacent la route de Washington, Halleck télégraphie à Grant d'envoyer des renforts vers la capitale. Les troupes de l'Union à Monocacy Junction devront de retarder les troupes d'Early qui sont à deux jours de marche de Washington.
Le samedi 9 juillet, les forces combinées de Wallace et Ricketts, environ 6 800 hommes sont placées aux ponts et aux gués de la rivière. L'altitude plus élevée de la rive est de la rivière forme un parapet naturel pour certains hommes, tandis que la brigade de Tyler occupe les deux fortins et les tranchées que ses soldats ont creusé à proximité des ponts. La division de Ricketts occupe les fermes de Thomas et de Worthington sur la gauche de l'Union, à l'aide de clôtures comme parapets. Les estimations des troupes confédérés varient de 14 000 à 28 000 hommes, soit près du double de la taille des forces de l'Union.

## Bataille

Bataille de Monocacy
Confederate
Union

Les objectifs de Wallace pour la bataille est simple : garder la route de Washington sûre aussi longtemps que possible et maintenir une voie de retraite pour ses hommes. Le 9 juillet, entre 9 et 10 heures du matin, la division du major général confédéré Stephen Dodson Ramseur rencontre environ 3 500 hommes de Rickett le long des falaises surplombant le pont, où le Georgetown Pike traverse la rivière, tandis que la division du major général Robert E. Rodes affronte la brigade de Tyler qui garde le Baltimore Pike et son pont de pierre qui enjambe la rivière. La cavalerie de l'Union de Clendenin est en aval, gardant la rivière. Les prisonniers faits au cours de cette phase disent aux confédérés que l'ensemble du VI corps est présent, ce qui semble avoir accru la prudence des confédérés et ils ne pressent pas, au départ, leur avantage numérique.
Croyant qu'une attaque frontale à travers le Monocacy serait trop coûteuse, Early envoie la cavalerie du brigadier général John McCausland d'environ 1 100 hommes par la route de Buckeystown pour trouver un gué et déborder la ligne de l'Union. McCausland traverse la Monocacy en dessous du gué de McKinney-Worthington, à environ un kilomètre six cents en aval du pont du Georgetown Pike, et attaque la flanc gauche de Wallace. En raison du relief vallonné, les hommes de McCausland ne remarquent pas que quatre régiments de troupes aguerris de Ricketts ont pris position le long d'une clôture séparant les fermes de Worthington et Thomas. Par conséquent, la ligne de l'Union est en mesure de tirer une seule salve qui détruit la ligne de front de McCauland, et met en panique le reste des confédérés,. McCausland rallie sa brigade et lance une autre attaque, mais est incapable de briser la ligne de l'Union et se retire,.
Quand la cavalerie ne peut pas rompre le flanc de l'Union seule, Early envoie la division d'infanterie du major général John B. Gordon à travers le gué pour soutenir l'attaque. Gordon lance une triple attaque avec trois brigades contre le centre et les deux flancs de Ricketts. Le flanc droit de Ricketts est repoussé vers l'arrière, permettant aux confédérés de prendre en enfilade la ligne de l'Union. La pression de l'attaque de Ramseur sur le centre de l'Union et les tirs d'artillerie confédérés provenant de l'autre rive de la rivière empêche Wallace de renforcer les hommes de Ricketts. Incapable de tenir la ligne de l'Union, Wallace ordonne un repli en direction de Baltimore, laissant la brigade de Tyler pour tenir le pont de pierre avec une petite force. La cavalerie de Clendenin reste à 8 kilomètres (5 miles) au sud du Georgetown Pike comme arrière-garde,. Les troupes confédérées de Rodes font un dernier effort pour capturer le pont de pierre à environ 18 heures, mais la plupart des troupes de l'Union sont déjà en route vers Baltimore. À la fin de la journée, les forces de l'Union, en infériorité numérique ont résisté à cinq attaques avant d'être forcées de battre en retraite.

## Conséquences

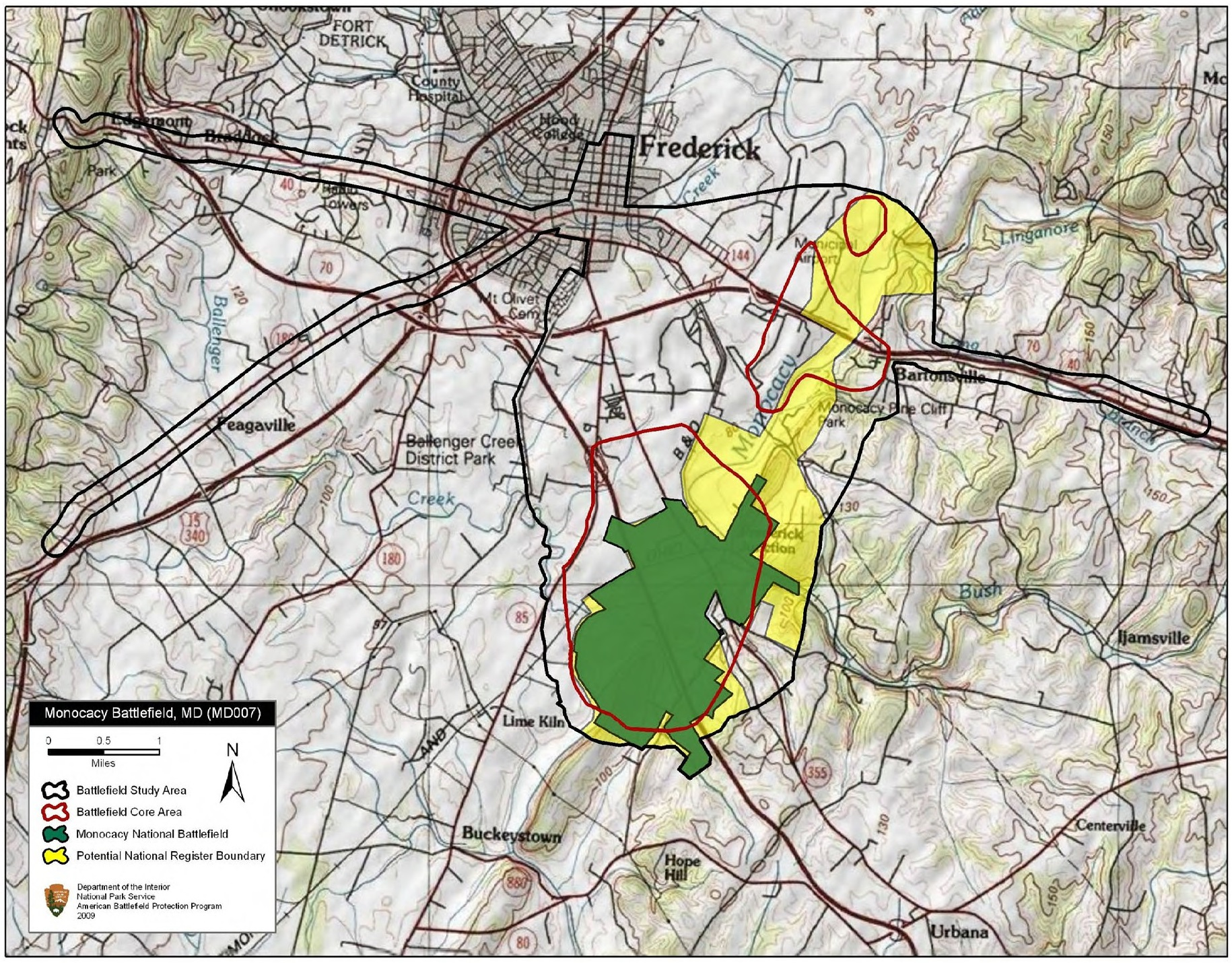
Carte du champ de bataille de Monocacy et les zones d'étude par le programme de protection des champs de bataille.

En fin d'après-midi, le 9 juillet, à la suite de la victoire des confédérés la plus septentrionale de la guerre, les fédéraux battent en retraite vers Baltimore, laissant derrière eux plus de à 1294 morts, blessés ou prisonniers. L'armée d'Early a pris le terrain à Monocacy, mais au prix d'environ 700 à 1 000 hommes tués ou blessés, et de la perte d'une journée de marche. Wallace télégraphie à Halleck que ses forces se sont battues jusqu'à 17 heures, mais que les forces confédérées, qu'il évalue à 20 000 hommes, l'ont débordé et forcé de battre en retraite. Un objectif important a été accompli : les troupes de l'Union à Monocacy Junction ont retardé l'avance d'Early vers Washington pendant une journée complète.
Après avoir été informé de la retraite, Grant, qui est responsable du VIII corps, place le major général E. O. C. Ord au commandement des troupes de Wallace. Wallace n'apprend pas son remplacement avant le 11 juillet, après l'arrivée de ses forces à Baltimore ; cependant, il conserve toujours la responsabilité de l'administration du département du Milieu. Lorsque les représentants du gouvernement deviennent conscients des efforts que Wallace et ses hommes ont fait pour sauver Washington, la situation change. Wallace est restauré à son commandement du VIII corps et du département du Milieu le 28 juillet,,.
Avec la retraite de Wallace vers Baltimore, la route est ouverte vers Washington. Le 10 juillet, les confédérés commencent la marche vers la capitale de l'Union. À midi, le lundi, le 11 juillet, Early arrive à Fort Stevens, d'où il peut voir le dôme du capitole des États-Unis à travers ses jumelles. Avec ses troupes traînant derrière lui, épuisées par la chaleur et la longue marche, Early décide de retarder l'attaque sur le fort jusqu'au 12 juillet. Bien que des échanges de tirs d'artillerie et des escarmouches se produisent le 11 juillet, avant l'attaque de grande envergure, Early est en retard. Les troupes du VI corps de l'Union que Grant a dépêchées à Washington, sont déjà arrivées et prêtes à défendre la ville. L'infanterie confédérée, réduite à 8 000 hommes, est incapable de continuer, et le 14 juillet Early traverse le Potomac à White's Ferry en Virginie,.

« Nous avons marché en ligne de bataille dans le verger de pêchers en face du Fort Stevens, et là le combat a commencé. Pendant un court instant c'était un travail difficile, mais alors que le président et beaucoup de femmes nous regardaient, chaque homme a fait de son mieux. Sans notre aide, la petite force dans les forts aurait été surpassée. Jubal Early aurait dû attaquer plus tôt dans la matinée, mais Early était en retard. »

— Elisha Hunt Rhodes, 1st Rhode Island Volunteers, July 12, 1864,.
Monocacy coûte à Early un jour de marche et sa chance de capturer Washington. Ayant échoué dans la tentative de prendre la capitale de l'Union, les confédérés se retirent en Virginie, mettant fin à leur dernière campagne pour porter la guerre dans le Nord. Les forces de l'Union dans la région poursuivent Early, mais en raison d'un commandement militaire divisé, ils sont incapables de le vaincre. En réponse, Grant forme la division militaire du Milieu, couvrant le Maryland, la Virginie-Occidentale, la Pennsylvanie, le district de Columbia, et la vallée de la Shenandoah, afin de coordonner l'attaque contre les confédérés dans la vallée.
Le général Early écrit dans un rapport de la campagne de 1864 : 

« Quelques journaux nordistes ont précisé qu'entre samedi et lundi, j'aurai pu entrer dans la ville ; mais le samedi je combattais à Monocacy, à cinquante-six kilomètres (trente-cinq miles) de Washington, une force que je ne pouvais pas laisser derrière moi ; et après avoir disposé de cette force et bougé aussi rapidement qu'il était possible pour moi de le faire, je ne suis pas arrivé en face des fortifications avant midi, et alors mes troupes étaient épuisées. »

— ,
Grant évalue les tactiques dilatoires de Wallace à Monocacy dans ses mémoires :

« Si Early était arrivé un jour plus tôt, il aurait pu entrer dans la capitale avant l'arrivée des renforts que j'avais envoyés... Le général Wallace a contribué à cette occasion par la défaite de ses troupes, à un plus grand bénéfice à la cause qui souvent revient à un commandant d'une force égale au moyen d'une victoire. »

— ,,.
À la fin de juillet, Wallace donne des ordres pour récupérer les corps des morts et les enterrer sur le champ de bataille. Il propose également l'érection d'un monument sur le site avec une inscription que l'on pourra lire : « Ces hommes sont morts pour sauver la Capitale Nationale, et ils l'ont sauvée ». Le monument proposé par Wallace n'a jamais été construit, mais cinq autres sont érigés en l'honneur de ceux qui sont morts dans la bataille,.

## Préservation du champ de bataille
Le champ de bataille reste dans les mains du privé pendant plus d'une centaine d'années avant qu'il soit acquis à la fin des années 1970 pour créer le champ de bataille de Monocacy. Le parc est dédié en juillet 1991. Cinq monuments sont érigés sur le site, y compris des hommages aux troupes de l'Union du New Jersey, et du Vermont, et de Pennsylvanie, ainsi que de la force confédérée qui ont combattu lors de la bataille.

## Dans la culture populaire
Le film américain indépendant, No Retreat from Destiny: The Battle That Rescued Washington, est un docudrame de 2006 qui raconte la bataille de Monocacy.

### Citations originales
1. ↑  We marched in the line of battle into a peach orchard in front of Fort Stevens, and here the fight began. For a short time it was warm work, but as the President and many ladies were looking at us, every man tried to do his best. Without our help the small force in the forts would have been overpowered. Jubal Early should have attacked earlier in the morning, but Early was late.
2. ↑  Some of the Northern papers stated that, between Saturday and Monday, I could have entered the city; but on Saturday I was fighting at Monocacy, thirty-five miles from Washington, a force which I could not leave in my rear; and after disposing of that force and moving as rapidly as it was possible for me to move, I did not arrive in front of the fortifications until after noon on Monday, and then my troops were exhausted ...
3. ↑  If Early had been but one day earlier, he might have entered the capital before the arrival of the reinforcements I had sent .... General Wallace contributed on this occasion by the defeat of the troops under him, a greater benefit to the cause than often falls to the lot of a commander of an equal force to render by means of a victory